# Saint-Germain-sur-Ay
Saint-Germain-sur-Ay és un municipi francès situat al departament de la Manche i a la regió de Normandia. L'any 2007 tenia 867 habitants.

## Demografia

### Població
El 2007 la població de fet de Saint-Germain-sur-Ay era de 867 persones. Hi havia 419 famílies de les quals 136 eren unipersonals (66 homes vivint sols i 70 dones vivint soles), 163 parelles sense fills, 93 parelles amb fills i 27 famílies monoparentals amb fills.
La població ha evolucionat segons el següent gràfic:
Habitants censats

### Habitatges
El 2007 hi havia 1.214 habitatges, 421 eren l'habitatge principal de la família, 745 eren segones residències i 48 estaven desocupats. 1.124 eren cases i 15 eren apartaments. Dels 421 habitatges principals, 323 estaven ocupats pels seus propietaris, 80 estaven llogats i ocupats pels llogaters i 17 estaven cedits a títol gratuït; 8 tenien una cambra, 29 en tenien dues, 96 en tenien tres, 111 en tenien quatre i 177 en tenien cinc o més. 334 habitatges disposaven pel capbaix d'una plaça de pàrquing. A 219 habitatges hi havia un automòbil i a 165 n'hi havia dos o més.

### Piràmide de població
La piràmide de població per edats i sexe el 2009 era:
| Homes | Edats   | Dones |
| ----- | ------- | ----- |
| 0     | 95 o +  | 0     |
| 0     | 90 a 94 | 4     |
| 0     | 85 a 89 | 4     |
| 12    | 80 a 84 | 0     |
| 16    | 75 a 79 | 16    |
| 12    | 70 a 74 | 20    |
| 52    | 65 a 69 | 32    |
| 68    | 60 a 64 | 32    |
| 8     | 55 a 59 | 32    |
| 16    | 50 a 54 | 24    |
| 24    | 45 a 49 | 8     |
| 28    | 40 a 44 | 28    |
| 32    | 35 a 39 | 20    |
| 28    | 30 a 34 | 32    |
| 12    | 25 a 29 | 28    |
| 8     | 20 a 24 | 8     |
| 12    | 15 a 19 | 24    |
| 28    | 10 a 14 | 20    |
| 36    | 5 a 9   | 32    |
| 36    | 0 a 4   | 28    |

## Economia
El 2007 la població en edat de treballar era de 526 persones, 321 eren actives i 205 eren inactives. De les 321 persones actives 299 estaven ocupades (162 homes i 137 dones) i 23 estaven aturades (13 homes i 10 dones). De les 205 persones inactives 126 estaven jubilades, 35 estaven estudiant i 44 estaven classificades com a «altres inactius».

### Ingressos
El 2009 a Saint-Germain-sur-Ay hi havia 427 unitats fiscals que integraven 906,5 persones, la mediana anual d'ingressos fiscals per persona era de 18.446 €.

### Activitats econòmiques
Dels 42 establiments que hi havia el 2007, 1 era d'una empresa extractiva, 2 d'empreses alimentàries, 9 d'empreses de construcció, 11 d'empreses de comerç i reparació d'automòbils, 9 d'empreses d'hostatgeria i restauració, 2 d'empreses financeres, 2 d'empreses immobiliàries, 3 d'empreses de serveis, 1 d'una entitat de l'administració pública i 2 d'empreses classificades com a «altres activitats de serveis».
Dels 15 establiments de servei als particulars que hi havia el 2009, 3 eren paletes, 1 fusteria, 1 lampisteria, 1 electricista, 1 empresa de construcció, 1 perruqueria i 7 restaurants.
Dels 6 establiments comercials que hi havia el 2009, 1 era una botiga de més de 120 m², 3 fleques i 2 carnisseries.
L'any 2000 a Saint-Germain-sur-Ay hi havia 27 explotacions agrícoles que ocupaven un total de 459 hectàrees.

## Equipaments sanitaris i escolars
El 2009 hi havia una escola elemental.

## Poblacions més properes
El següent diagrama mostra les poblacions més properes.